# جزر أشمور وكارتيير
إقليم جزر أشمور كارتير (بالفرنسية: Îles Ashmore et Cartier)‏ وتقع في المحيط الهندي على بعد320 كم من الساحل الشمالي الغربي لأستراليا، و 170 كيلومترا إلى الجنوب من جزيرة Roti (إندونيسيا) و تبلغ مجموع مساحتها خمسة كيلومترات مربعة و74.1 كيلومتر من الساحل. أشمور هي جزر مرجانية وتتألف من ثلاث جزر هي: الغرب (32 هكتارا) ، والشرق (13 هكتارا) والشرقية (16 هكتارا) وتقع على 67 كلم شمال غرب جزيرة كارتييه وشعب هايبيرنيا 42 كيلومترا.
السياسيا هي إقليم أستراليا و الحكومة تديرها الأسترالي

## التاريخ
وجدة أدلة على حضور هذه الجزر من قبل صيادين من الجنوب بما في ذلك جزيرة سولاويزي الاندونيسية في التواريخ من الفترة ما بين 1725 و 1750. أول الأوروبيين الذين وصفهماهم الكابتن ناش في 1800 لجزيرة كارتييه والكابتن صمويل اشمور الذي تحمل اسمه في 1811. كما اكتشف هذا الأخير شعاب هيبرنيا. في نهاية القرن التاسع عشر والفوسفات والغوانو استغلوا وبيعو إلى الولايات المتحدة. هذه التجارة أدة إلى ضمهما لانكلترا في 1878 (Ashmore) و 1909 (كارتييه). في عام 1931 ، أصبحت هذه الجزر تحت سلطة كومنولث أستراليا.